# Plectorhinchus plagiodesmus
Plectorhinchus plagiodesmus är en fiskart som beskrevs av Fowler, 1935. Plectorhinchus plagiodesmus ingår i släktet Plectorhinchus och familjen Haemulidae. Inga underarter finns listade i Catalogue of Life.